# Striganaspella lutea
Striganaspella lutea is een keversoort uit de familie bloemspartelkevers (Scraptiidae). De wetenschappelijke naam van de soort is voor het eerst geldig gepubliceerd in 1952 door Ermisch.